# Mokdad el-Yamine
Mokdad el-Yamine (* 13. Juli 1986) ist ein algerischer Taekwondoin, der bis 2006 international für Frankreich antrat. Er startet in der Gewichtsklasse bis 58 Kilogramm.
El-Yamine bestritt seine ersten internationalen Titelkämpfe bei der Juniorenweltmeisterschaft 2002 in Iraklio und der Junioreneuropameisterschaft 2003 in Athen, wo er in der leichtesten Klasse bis 48 Kilogramm jeweils das Achtelfinale erreichte. Im Erwachsenenbereich zog er bei seiner ersten Europameisterschaft 2006 in Bonn ins Viertelfinale ein. Nach einer längeren Wettkampfpause startete el-Yamani im Jahr 2009 erstmals für Algerien. Er nahm an der Weltmeisterschaft in Kopenhagen teil, schied in der Klasse bis 54 Kilogramm gegen Seifula Magomedow jedoch in seinem Auftaktkampf aus. Seinen sportlich bislang größten Erfolg feierte el-Yamine bei den Panafrikanischen Spielen 2011 in Maputo, wo er in der Klasse bis 54 Kilogramm den Titel gewann.  Im folgenden Jahr erreichte er beim afrikanischen Olympiaqualifikationsturnier in Kairo in der Klasse bis 58 Kilogramm das Finale gegen Tamer Bayoumi und sicherte sich die Teilnahme an den Olympischen Spielen 2012 in London.